# Giải bóng đá Vô địch Quốc gia 2013
Giải bóng đá Vô địch Quốc gia 2013, tên gọi chính thức là Giải bóng đá Vô địch Quốc gia Eximbank 2013 hay Eximbank V.League 1 - 2013 vì lý do tài trợ, là mùa giải thứ 30 và là mùa giải chuyên nghiệp thứ 13 của Giải bóng đá Vô địch Quốc gia. đặt dưới sự chỉ đạo của Công ty Cổ phần Bóng đá chuyên nghiệp Việt Nam (VPF). Giải đấu khởi tranh vào ngày 2 tháng 3 năm 2013 và kết thúc vào ngày 31 tháng 8 năm 2013 với 12 câu lạc bộ tham dự. Đây là năm thứ ba liên tiếp Ngân hàng Thương mại cổ phần Xuất nhập khẩu Việt Nam trở thành nhà tài trợ chính của giải đấu.

## Thay đổi trước mùa giải
Danh sách đội bóng có sự thay đổi so với mùa giải 2012:
| Thăng hạng từ V.League 2 2012 - Đồng Tâm Long An - Đồng Nai | Xuống hạng V.League 2 2013 - Không có. Bỏ giải - Hà Nội FC. - Navibank Sài Gòn. - Khatoco Khánh Hòa. |

1. ↑  Câu lạc bộ Hà Nội (đội á quân) không tham dự do có chung chủ sở hữu với Hà Nội T&T, vì vậy suất đá chính thức V.League 2013 thuộc về Đồng Nai (đội xếp hạng ba).[3]
2. ↑  Vicem Hải Phòng là đội đứng cuối bảng nhưng tiếp tục chơi do mua lại suất của Khatoco Khánh Hòa.[4]
3. 1 2 3  Hà Nội FC, Navibank Sài Gòn, Khatoco Khánh Hòa vì lý do tài chính nên không tham dự.

Ngoài ra, đội tuyển U-22 Việt Nam cũng được đề xuất tham dự mùa giải này từ mong muốn tăng cơ hội cọ xát cho các cầu thủ trẻ và chuẩn bị cho SEA Games 27, tuy nhiên đã không thể thực hiện được do nhiều vướng mắc. Vì vậy, V.League mùa này chỉ có 12 câu lạc bộ tham dự, và chỉ có 1 suất xuống hạng.

## Các đội bóng

### Sân vận động
| Đội bóng                     | Thành phố             | Sân vận động | Sức chứa |
| ---------------------------- | --------------------- | ------------ | -------- |
| Becamex Bình Dương           | Bình Dương            | Gò Đậu       | 25 000   |
| SHB Đà Nẵng                  | Đà Nẵng               | Chi Lăng     | 30 000   |
| Đồng Tâm Long An             | Long An               | Long An      | 19.975   |
| Xi măng Vicem Hải Phòng      | Hải Phòng             | Lạch Tray    | 28 000   |
| Hoàng Anh Gia Lai            | Pleiku                | Pleiku       | 12 000   |
| Đồng Nai                     | Biên Hoà              | Đồng Nai     | 20.000   |
| Kienlongbank Kiên Giang      | Rạch Giá              | Rạch Giá     | 10 000   |
| Xi măng Xuân Thành Sài Gòn   | Thành phố Hồ Chí Minh | Thống Nhất   | 25 000   |
| Sông Lam Nghệ An             | Vinh                  | Vinh         | 18 000   |
| Hà Nội T&T                   | Hà Nội                | Hàng Đẫy     | 22 500   |
| Thanh Hóa                    | Thanh Hóa             | Thanh Hóa    | 14 000   |
| Xi măng The Vissai Ninh Bình | Ninh Bình             | Ninh Bình    | 22 000   |

### Nhân sự, nhà tài trợ và áo đấu
| Câu lạc bộ              | Huấn luyện viên          | Đội trưởng         | Nhà sản xuất áo đấu | Nhà tài trợ chính (trên áo đấu)             |
| ----------------------- | ------------------------ | ------------------ | ------------------- | ------------------------------------------- |
| Becamex Bình Dương      | Lê Thụy Hải              | Kubheka Philani    | Adidas              | Becamex IDC                                 |
| SHB Đà Nẵng             | Lê Huỳnh Đức             | Nguyễn Minh Phương | Adidas              | Ngân hàng TMCP Sài Gòn - Hà Nội (SHB)       |
| Đồng Nai                | Trần Bình Sự             | Phùng Quang Trung  | Adidas              |                                             |
| Đồng Tâm Long An        | Ngô Quang Sang (interim) | Nguyễn Việt Thắng  | Lotto               | Dongtam Group                               |
| Vicem Hải Phòng         | Hoàng Anh Tuấn           | Nguyễn Minh Châu   | Adidas              | Vietnam Cement Industry Corporation (Vicem) |
| Hà Nội T&T              | Phan Thanh Hùng          | Cristiano Roland   | Kappa               | T&T Group                                   |
| Hoàng Anh Gia Lai       | Choi Yun-Kyum            | Phùng Văn Nhiên    | FBT                 | HAGL Group                                  |
| Kienlongbank Kiên Giang | Lại Hồng Vân             | Phạm Đặng Duy An   | Warrior Sports      | Kienlongbank                                |
| Vissai Ninh Bình        | Nguyễn Văn Sỹ            | Mai Tiến Thành     | Umbro               | The Vissai Cement Group                     |
| Xuân Thành Sài Gòn      | Trần Tiến Đại            | Trương Đình Luật   | Puma                | Xuan Thanh Group                            |
| Sông Lam Nghệ An        | Nguyễn Hữu Thắng         | Nguyễn Trọng Hoàng | Nike                | BAC A BANK                                  |
| Thanh Hóa               | Mai Đức Chung            | Lê Bật Hiếu        | Mitre               | Viettel/Nokia                               |

### Thay đổi huấn luyện viên
| Đội                | Huấn luyện viên đi    | Ngày rời đi         | Hình thức         | Vị trí xếp hạng | Huấn luyện viên đến        | Ngày đến            |
| ------------------ | --------------------- | ------------------- | ----------------- | --------------- | -------------------------- | ------------------- |
| Vicem Hải Phòng    | Lê Thụy Hải           | Tháng 9 năm 2012    | Hết hợp đồng      | Trước mùa giải  | Hoàng Anh Tuấn             | 10 tháng 1 năm 2013 |
| Thanh Hóa          | Triệu Quang Hà        | 2 tháng 2 năm 2013  | Hợp đồng chấm dứt | Trước mùa giải  | Mai Đức Chung              | 4 tháng 2 năm 2013  |
| Becamex Bình Dương | Cho Yoon-Hwan         | 15 tháng 4 năm 2013 | Sa thải           |                 | Lê Thụy Hải                | 16 tháng 4 năm 2013 |
| Đồng Tâm Long An   | Francisco Vital       | 13 tháng 5 năm 2013 | Sa thải           |                 | Marcelo Javier Zuleta      | 14 tháng 5 năm 2013 |
| Đồng Tâm Long An   | Marcelo Javier Zuleta | 9 tháng 7 năm 2013  | Sa thải           |                 | Ngô Quang Sang (tạm quyền) | 9 tháng 7 năm 2013  |

### Cầu thủ nước ngoài
| Câu lạc bộ              | Cầu thủ 1         | Cầu thủ 2         | Cầu thủ 3       | Cầu thủ nhập tịch                                  | Cầu thủ cũ                                          |
| ----------------------- | ----------------- | ----------------- | --------------- | -------------------------------------------------- | --------------------------------------------------- |
| Becamex Bình Dương      | Kubheka Philani   | Sunday Emmanuel   | Aniekan Ekpe    | Fabio dos Santos12 Kesley Alves12 Hélio1 Jeferson1 | Vincent Bossou                                      |
| SHB Đà Nẵng             | Sabin-Cosmin Goia | Gastón Merlo      | Danny Mrwanda   | Không                                              | Janjus Milorad                                      |
| Đồng Nai                | Danny van Bakel   | Victor Nyirenda   | Henry Kisekka   | Thierry Bernard1 Amaobi Uzowuru1                   |                                                     |
| Đồng Tâm Long An        | Ebimo West        | Gilson Campos     | Ernesto Paulo   | Isaac Mylyanga1                                    | Cleiton Kanu                                        |
| Vicem Hải Phòng         | Antonio Carlos    | Giba              | Justice Majabvi | Issifu Ansah1 Jonathan Quartey3                    | Andre Diego Fagan                                   |
| Hà Nội T&T              | Cristiano Roland  | Gonzalo Marronkle | Samson Kayode   | Không                                              |                                                     |
| Hoàng Anh Gia Lai       | Ganiyu Oseni      | Evaldo            | Bassey Akpan    | Đoàn Văn Sakda3 Marcelo1                           |                                                     |
| Kienlongbank Kiên Giang | Felix Ajala       | Hamed Adesope     | Jackson         | Không                                              | Joseph Hendricks Abdullahi Suleiman                 |
| Vissai Ninh Bình        | Peter Omoduemuke  | Timothy Anjembe   | Moussa Sanogo   | Rodrigo Mota1 Dio Preye1                           |                                                     |
| Xuân Thành Sài Gòn      | Moses Oloya       | Christian Amougou | Emeka Oguwike   | Rogerio1 Maxwell Eyerakpo1                         | Geoffrey Kizito Candelario Gomez Abdullahi Suleiman |
| Sông Lam Nghệ An        | Hughton Hector    | Willis Plaza      | Kavin Bryan     | Không                                              |                                                     |
| Thanh Hóa               | Cheikh Dieng      | Nastja Čeh        | Patiyo Tambwe   | Không                                              | Danny Mrwanda                                       |

Ghi chú:

1Những cầu thủ sinh ra và bắt đầu sự nghiệp chuyên nghiệp của họ ở nước ngoài nhưng có thời gian thi đấu ở Việt Nam;

2Là cư dân nước ngoài nhưng nhập tịch và đã thi đấu cho Đội tuyển Quốc gia Việt Nam;

3Là cầu thủ mang Quốc tịch Việt Nam đã được lựa chọn để đại diện cho một đội tuyển quốc gia

## Bảng xếp hạng
| VT | Đội                         | ST | T  | H | B  | BT | BB | HS  | Đ  | Giành quyền tham dự hoặc xuống hạng                     |
| -- | --------------------------- | -- | -- | - | -- | -- | -- | --- | -- | ------------------------------------------------------- |
| 1  | Hà Nội T&T (C)              | 20 | 11 | 5 | 4  | 46 | 24 | +22 | 38 | Tham dự vòng sơ loại thứ nhất AFC Champions League 2014 |
| 2  | SHB Đà Nẵng                 | 20 | 10 | 5 | 5  | 29 | 24 | +5  | 35 |                                                         |
| 3  | Hoàng Anh Gia Lai           | 20 | 10 | 5 | 5  | 24 | 16 | +8  | 35 |                                                         |
| 4  | Sông Lam Nghệ An            | 20 | 9  | 6 | 5  | 40 | 24 | +16 | 33 |                                                         |
| 5  | Thanh Hóa                   | 20 | 9  | 6 | 5  | 40 | 33 | +7  | 33 |                                                         |
| 6  | XM Vicem Hải Phòng          | 20 | 7  | 5 | 8  | 39 | 28 | +11 | 26 |                                                         |
| 7  | Đồng Nai                    | 20 | 6  | 7 | 7  | 27 | 36 | −9  | 25 |                                                         |
| 8  | Becamex Bình Dương          | 20 | 6  | 5 | 9  | 34 | 35 | −1  | 23 |                                                         |
| 9  | Đồng Tâm Long An            | 20 | 7  | 1 | 12 | 31 | 53 | −22 | 22 |                                                         |
| 10 | XM The Vissai Ninh Bình (N) | 20 | 4  | 6 | 10 | 23 | 32 | −9  | 18 | Tham dự vòng bảng AFC Cup 2014                          |
| 11 | Kienlongbank Kiên Giang     | 20 | 3  | 5 | 12 | 24 | 52 | −28 | 14 |                                                         |
| 12 | XM Xuân Thành Sài Gòn       | 0  | 0  | 0 | 0  | 0  | 0  | 0   | 0  | Bỏ giải                                                 |

1. 1 2  Kết quả đối đầu: SHB Đà Nẵng 1–1 Hoàng Anh Gia Lai, Hoàng Anh Gia Lai 2–2 SHB Đà Nẵng; SHB Đà Nẵng xếp trên nhờ số bàn thắng sân khách đối đầu.
2. 1 2  Kết quả đối đầu: Sông Lam Nghệ An 2–0 Thanh Hóa, Thanh Hóa 2–1 Sông Lam Nghệ An.
3. ↑  XM The Vissai Ninh Bình giành quyền tham dự Cúp AFC 2014 với tư cách là đội vô địch Cúp Quốc gia 2013.

## Kết quả
| Nhà \ Khách[1]          | BBD | SDN | ĐN  | ĐLA | VHP | T&T | HGL | KKG | VNB | SNA | THO | XSG |
| Becamex Bình Dương      |     | 0–2 | 1–1 | 1–2 | 0–2 | 3–1 | 0–0 | 6–0 | 0–0 | 2–1 | 3–4 |     |
| SHB Đà Nẵng             | 1–1 |     | 0–0 | 2–0 | 1–0 | 1–0 | 1–1 | 2–0 | 2–0 | 3–2 | 2–1 |     |
| Đồng Nai                | 1–2 | 4–1 |     | 3–1 | 2–2 | 0–4 | 2–2 | 1–2 | 1–0 | 2–1 | 2–1 |     |
| Đồng Tâm Long An        | 2–5 | 3–2 | 1–3 |     | 1–0 | 1–2 | 1–0 | 3–2 | 2–1 | 1–3 | 1–1 |     |
| Hải Phòng               | 1–2 | 1–0 | 4–0 | 3–4 |     | 2–3 | 0–1 | 3–0 | 4–0 | 1–1 | 1–1 |     |
| Hà Nội T&T              | 4–1 | 1–2 | 6–1 | 4–1 | 3–3 |     | 2–0 | 5–0 | 1–0 | 2–2 | 3–2 |     |
| Hoàng Anh Gia Lai       | 2–0 | 2–2 | 1–0 | 2–0 | 1–0 | 1–1 |     | 2–1 | 2–0 | 2–1 | 1–3 |     |
| Kienlongbank Kiên Giang | 4–2 | 0–1 | 1–1 | 3–2 | 1–5 | 1–1 | 0–3 |     | 2–2 | 1–4 | 2–2 |     |
| Vissai Ninh Bình        | 2–2 | 4–1 | 1–1 | 3–4 | 3–2 | 2–0 | 0–1 | 1–0 |     | 1–1 | 3–3 |     |
| Sông Lam Nghệ An        | 3–2 | 2–1 | 1–1 | 8–0 | 2–1 | 0–0 | 1–0 | 2–2 | 2–0 |     | 2–0 |     |
| Thanh Hóa               | 2–1 | 2–2 | 4–1 | 3–1 | 2–2 | 1–3 | 1–0 | 4–2 | 1–0 | 2–1 |     |     |
| XM Xuân Thành Sài Gòn   |     |     |     |     |     |     |     |     |     |     |     |     |

Cập nhật lần cuối: ngày 31 tháng 8 năm 2013.
Nguồn: Eximbank V-League
1 ^ Đội chủ nhà được liệt kê ở cột bên tay trái.
Màu sắc: Xanh = Chủ nhà thắng; Vàng = Hòa; Đỏ = Đội khách thắng.